# Danira Gović
Danira Gović, née le 1973 en Croatie, est une actrice croate.

## Filmographie partielle
- 2002 : Manchild
- 2003 : The Mother : Au Pair
- 2004 : Sex Traffic
- 2006-2009 : Hôtel Babylon (Hotel Babylon) : Tanja Mihajlov